# Tambogroep
De Tambogroep is een bergketen op en nabij de grens tussen Italië en Zwitserland. De groep ligt in het zuidoosten van de westelijke Alpen en strekt zich uit tot de kantons Graubünden en Ticino, evenals de Lombardische provincies Varese, Como en Sondrio. Ze zijn, net als de Adula-Alpen, deel van de Lepontische Alpen, en sommige classificaties rekenen ze daarom tot de Adula-Alpen.
Naamgevend voor de groep is de 3.279 m hoge Pizzo Tambò op de Zwitsers-Italiaanse grens, die in het Duits als Tambohorn en in het Reto-Romaans als Piz Tambo wordt benoemd.
Het gebied wordt begrensd door (met de klok mee vanuit het noorden) de Hinterrhein, Hüscherenbach, Splügenpas, Liro (Val Chiavenna), Mera, oostelijke arm van het Comomeer, de Povlakte, Lago Maggiore, de Ticino, Moesa (Valle Mesolcina) en San Bernardinopas en beslaat een oppervlakte van 2600 km².
Vanaf het meer van Lugano, door zijn ligging tussen Lago Maggiore en Comomeer volledig omsloten door de Tambogroep, loopt een lange ononderbroken bergketen naar het noorden, die altijd de grens vormt tussen Zwitserland in het westen en Italië in het oosten, naar de Pizzo Tambò, waar deze keten samen met de Alpenhoofdkam naar de Splügenpas draait. De Splügenpas kan daarbij beschouwd worden als het centrale punt van de Alpen, aangezien de Alpenhoofdkam op dit zadelpunt de scheiding tussen westelijke en oostelijke Alpen kruist. De Splügenpas was daarnaast ook als bergpas historisch gezien een vroege overgang van de Alpen.
Het gebied van de groep in noord-zuid richting, over zo'n 80 km, is aanzienlijk, aangezien deze zich uitstrekt van het Rijnwoud ten noorden van de Alpenhoofdkam (en dus de Europese waterscheiding) tot aan de Povlakte. 
De inspringende valleien zijn overal relatief kort, dus zijn er maar een paar plaatsen in het binnenland van de berggroep, zoals Lugano en Porlezza, aan de grenzen van de berggroep liggen Splügen, Lecco, Como, Varese, Luino en Bellinzona. Aan de oevers van het Lago Maggiore ligt het laagste punt op 193 m boven zeeniveau. Het hoogste punt is 3.279 m.